# Chiesa di San Pietro (Suelli)
La chiesa di San Pietro è la parrocchiale di Suelli ed ex cattedrale della diocesi di Suelli (soppressa nel XV secolo). La chiesa, con l'annesso santuario dedicato a san Giorgio di Suelli, sorgono nel centro storico del paese.

## Storia
La chiesa cattedrale di Suelli viene menzionata la prima volta, col titolo Sanctu Petru de Suelli, intorno al 1121 - 1129. Il tempio venne riedificato nel XIII secolo, ad opera di maestranze toscane. La chiesa di San Pietro sarà cattedrale fino al 1418, quando la diocesi di Suelli, la cui esistenza è attestata dall'XI secolo, venne inglobata nell'arcidiocesi di Cagliari. L'edificio fu restaurato nel XVI secolo in stile gotico catalano, mentre l'attuale sistemazione del prospetto principale risale al 1869.
Papa Benedetto XV, con breve del 15 dicembre 1921, ha concesso in perpetuo al parroco pro tempore della chiesa di San Pietro il titolo di arciprete e qualifica di monsignore con diritto di indossare la mozzetta di lana violacea, il rocchetto ed il fiocco rosso sulla berretta.

## Descrizione
La facciata a capanna, in stile neoromanico, ingloba alcuni elementi della facciata duecentesca. A sinistra si affiancano il prospetto del santuario di San Giorgio e la torre campanaria, quest'ultima in stile gotico e a canna quadrata.
L'interno è a pianta rettangolare, con navata unica scandita da archi diaframma a sesto acuto. La navata presenta volta lignea. Ai lati si aprono le cappelle laterali, una a sinistra e due a destra. Al presbiterio, o capilla mayor, si accede tramite un arco ogivale, retto da semipilastri a fascio, con capitelli scolpiti. Il presbiterio, a pianta quadrangolare, ha volta a crociera stellata costolonata. Sopra l'altare maggiore è collocato un grande retablo ligneo, costituito da tavole dipinte, suddivise da cornici intagliate. Questa notevole opera, databile intorno agli anni 1533 - 1535, proviene dalla bottega stampacina dei Cavaro, e alcune sue parti sono attribuibili allo stesso Pietro Cavaro e al figlio Michele. Nella predella del retablo sono dipinti i quattro evangelisti, con al centro, in corrispondenza dello sportello del tabernacolo, la raffigurazione dell'Ecce Homo. Nei tre pannelli centrali, quelli più grandi, sono raffigurati San Paolo (a sinistra), san Pietro in cattedra, con le insegne pontificali (al centro), e san Giorgio vescovo di Suelli (a destra). Nei tre pannelli superiori sono invece rappresentati, da sinistra a destra, l'episodio del Domine quo vadis?, la Madonna col Bambino e la liberazione di san Pietro dal carcere. Dietro l'altare sono disposti gli stalli lignei del coro. Il pulpito ligneo risale al 1634.
Nella cappella laterale sinistra è custodito l'organo a canne settecentesco, di autore anonimo, restaurato dalla ditta La Frescobalda di Varsi.
Lo strumento ha una tastiera di 45 note con prima ottava corta e pedaliera di 9 pedali costantemente unita alla tastiera, priva di registri propri.

### Santuario di San Giorgio
Sul lato sinistro, passando per un ambiente romanico alla base del campanile, si accede al santuario di San Giorgio, costituito da un vestibolo (o antisantuario) e dal santuario vero e proprio. Il santuario è stato oggetto di restauri tra il 1999 e il 2000. Durante questi lavori sono stati rinvenuti, sotto l'attuale pavimento dell'antisantuario, tre strati pavimentali sovrapposti, di cui il primo sotto l'attuale è databile al XII - XIII secolo, il secondo al X - XI secolo, mentre il terzo e più profondo potrebbe risalire al VI - VII secolo. Al livello del secondo strato è stata rinvenuta una lastra in pietra, che copriva un pozzetto sepolcrale con all'interno alcuni frammenti di ossa. Questo potrebbe essere il sepolcro di san Giorgio, ma l'ipotesi non ha trovato conferma dall'indagine archeologica. Inoltre, secondo la tradizione popolare, la tomba del santo vescovo si troverebbe lungo la parete sinistra del santuario.
Il santuario di San Giorgio, con pianta a croce greca, sebbene di modeste dimensioni, conserva al suo interno alcune opere di pregio artistico. Nel vestibolo si può ammirare un retablo, risalente al XVII secolo, che illustra nei suoi scomparti la vita di san Giorgio; nel pannello superiore è raffigurata l'Incoronazione della Vergine Maria, mentre nella predella sono dipinti L'ultima cena, i pontefici sardi Simmaco e Ilario e i vescovi Lucifero ed Eusebio. Dal vestibolo l'ingresso al santuario è ornato da un'inferriata, collocata nel 1515 per volontà dell'arcivescovo di Cagliari Pietro Pilares. Dentro il santuario, un'altra inferriata protegge la nicchia dove si trova un artistico reliquiario che custodirebbe una parte del piviale di san Giorgio. Dietro l'altare del santuario si trova ancora un imponente retablo ligneo dorato, in stile barocco. L'opera venne commissionata a Marco Antonio De Negri nel 1748 e vi lavorarono anche il carpentiere Gemiliano Melis, Agostino Mura (per le dorature) e il pittore Sebastiano Scaleta. I dipinti illustrano scene della vita di san Giorgio. Il quadro posto nella parte superiore del retablo non è attribuibile allo Scaleta; si tratta di un'opera databile ai primi anni del XVII secolo e attribuito al cagliaritano Francesco Pinna, attivo tra il 1578 e il 1616.